# Blau de cel
Blau de cel és una pintura a l'oli sobre tela realitzada el 1940 per Vassili Kandinski.
Signat i datat amb el monograma VK/40, l'obra prové de la col·lecció de Nina Kandinskij a Neuilly-sur-Seine. Es conserva al Museu Nacional d'Art Modern del Centre Pompidou de París.
L'any 1933 Kandinski es veu obligat a deixar Alemanya i traslladar-se a França a causa de l'auge del nazisme, on es queda fins a la seva mort, l'any 1944. La seva tardana obra és marcada per una paleta més clara i la introducció de formes orgàniques que substitueixen les formes geomètriques rígides. El quadre, realitzat durant l'any de l'ocupació nazi de França, constitueix gairebé un manifest de la pintura de la seva darrera fase, a partir de la tria del color: el blau, el preferit de l'artista. «Aquest és el color del cel», diu Kandinski, «i crida l'home cap a l'infinit». En el blau es remunten petites amebes acolorides: es tracta de microorganismes dibuixats a partir del repertori de l'embriologia, que van fer la seva primera aparició en teles de 1934.
Altres interpretacions consideren que les formes del quadre són de figures híbrides, semblants a ocells i peixos, que floten en un fons monocromàtic blau. Els colors més pesats d'altres treballs són aquí substituïts per colors més vius, representant el blau la llibertat del somni.